# Glischropus javanus
Glischropus javanus — вид ссавців родини лиликових.

## Проживання, поведінка
Країна поширення: Індонезія. Цей вид пов'язаний з заростями бамбука. Ймовірно, живе в невеликих колоніях. 

## Загрози та охорона
Загрози для цього виду не відомі, але втрата середовища існування в регіонах низовини може становити загрозу. Вид був зібраний в національному парку.